# Muhammad Awzal
Muhammad u Ali Awzal (ou arabisé al-Hawzāli, en chleuh : ⵎⵓⵃⵎⵎⴷ ⵓ ⵄⵍⵉ ⴰⵡⵣⴰⵍ) est un religieux poète chleuh. Il est né autour des années 1670 dans le village de Leqṣbt n Ikbilen (ar) dans la région du Souss de l'actuel Maroc, et est mort en 1748/9. Awzal est considéré comme le plus grand auteur d'expression chleuhe du Maroc.

## Biographie
Il y a peu de faits sûrs sur sa vie. Il aurait tué un membre de sa tribu lorsqu'il était jeune, et dans sa fuite aurait trouvé refuge à Tamgroute, un village connu pour son sanctuaire antique, où il commença ses études religieuses. Il était probablement à la fin de ses études lorsqu'il écrit, en arabe, un essai, son premier travail, Mahamiz el-Ghaflan aux alentours de 1700. Il revient ensuite à son village d'origine, se mettant au service de la famille du défunt qui lui aurait pardonné son acte, convaincue de la sincérité de sa conversion. Mais ses prêches ne sont pas populaires dans son village, et il semble que ce soit en réaction à cette résistance qu'il compose son deuxième travail, toujours en arabe, le Tanbīh (« remontrance »).
Quand il retourne à Tamgroute, son maître, cheikh Ahmad, découvrant son réel talent de poète, soutient son premier travail d'écriture en chleuh, al-Ḥawḍ (« le bassin » : faisant référence au bassin, le « fleuve des Prophètes », où le prophète rencontrera sa communauté au Qiyamah, le « jour de la résurrection »). Ce travail, divisé en deux parties, représente un manuel complet sur la loi islamique suivant la tradition malikite, basée sur deux textes classiques, as-Sanusi (première partie, 28 chapitre, sur le ʿibādāt « engagements rituels ») et Khalil (seconde partie, des chapitres 29 à 54, sur le muʿāmalāt « transactions »).
Il finit d'écrire en 1714 Baḥr ad-Dumūʿ (« l'océan des larmes »), exhortation en vers et traité sur l'eschatologie. C'est probablement le texte connu de Mohamed Awzal le plus important, chef-d'œuvre de la littérature berbère. On le trouve encore, en manuscrit, dans les plus importantes bibliothèques et collections privées. Le texte a été traduit en français par B. H. Stricker et Arsène Roux et en anglais par N. van den Boogert. Le poète était probablement déjà revenu dans son village natal au moment de l'écriture de « l'océan des larmes », où il travaillera en tant que professeur et mufti jusqu'en 1749 où il meurt lors d'une épidémie. Il a laissé une fille et un fils, Ibrahime. La date de son dernier et plus court travail en berbère est incertain, an-Naṣīḥa (« le conseil »), ode à l'éloge de Sidi (Saint) Ahmed ben Mohamed ben Nasser, guide spirituel de Aouzal et grand maître de l'ordre Soufie de Nassiria (fondé par son grand-père), composé probablement pour son enterrement autour de 1717.

## Influence
Presque un tiers de tous les manuscrits connus en tašelhit contiennent une partie de ses travaux, et le plus grand texte en berbère existant est un commentaire par Lahsen Ou Mbark Outmouddizte Abaaqil, personnage plus connu par son nom arabisé d'El-Hasan Tamouddizti (mort en 1899) sur El-Hawd de Aouzal. En son honneur, Aouzal est également le nom des couplets rimés et des longues poésies que les femmes išilhin chantent quotidiennement ou à chaque fin de semaine dans les tombeaux des figures saintes locales, entre l'après-midi et le moment de la prière islamique du coucher du soleil.

## Travaux d'Aouzal
- Mahāmiz al-ghaflān (« Force de l'insouciance », en 1700).
- Tanbīh al-ikhwān (« Avertissement pour les frères », n.c.).
- al-Ḥawḍ (« Le bassin », en 1711).
- Baḥr ad-Dumūʿ (« L'océan des larmes », en 1714).
- an-Naṣīḥa (« Le conseil », n.c.).

## Ressources en ligne
e-Médiathèque : présentation
- e-Médiathèque, bibliothèque numérique multilingue (arabe, berbère, français…), valorise et diffuse le patrimoine scientifique et documentaire (archives, iconographie, imprimés et manuscrits…) en sciences humaines et sociales sur la Méditerranée. Un patrimoine lié aux activités de recherche des laboratoires de la Maison méditerranéenne des sciences de l'homme (MMSH) dans les domaines du droit, de la linguistique, de l’ethnologie, de l’histoire sociale et religieuse, de l’architecture, des traditions orales, du religieux... Il concerne tout à la fois la rive nord de la Méditerranée et le monde arabe et musulman.
- Manuscrits d'Arsène Roux (Collection de la Médiathèque de la MMSH-Aix en Provence)

Les Manuscrits du fonds Arsène Roux     
Cette collection de manuscrits berbères fait partie du Fonds Roux. Elle est une des plus importantes en Europe, avec celle de l’université de Leyde (Pays-Bas). Un ensemble unique par son nombre de manuscrits “Tachelhit”. Arsène Roux a consacré une grande partie de sa carrière de linguiste berbérisant et arabisant à rassembler des textes berbères écrits en caractères arabes. Les manuscrits qu'il qualifie d'“arabo-berbère” proviennent principalement des régions du Souss et du Moyen-Atlas marocains.
- Catalogue des manuscrits d 'A.Roux  contient plus de 100 occurrences citées d'Awzal
- Manuscrits  d'Awzal disponibles en libre accès :
- Catalogue numérique augmenté
- Exposition virtuelle : manuscrits entre traces et effacements
- Exposition des manuscrits Arsène Roux lors du lancement du CollEx-Persée Archives berbères
- Le Goût de l’Orient constitue un hommage aux savants et collectionneurs d’Aix-en-Provence et de ses alentours, qui, depuis Nicolas Fabri de Peiresc à l’époque de Louis XIII jusqu’à Arsène Roux au Maroc au début du XXe siècle, ont essayé de comprendre les sociétés et l’histoire du monde méditerranéen, en s’appuyant sur les objets et le matériau des langues très diverses parlées dans ce vaste monde.
- Autres ressources :

http://cinumed.mmsh.univ-aix.fr/
La Cité numérique de la Méditerranée (Cinumed) est une plateforme pour la mise en commun et le partage des savoirs dans le domaine des études méditerranéennes  en sciences humaines et sociales...